# La Doma de Llagostera
|  | Aquest article tracta sobre un edifici de Llagostera (Gironès). Vegeu-ne altres significats a «Doma (desambiguació)». |

La Doma de Llagostera era un antic edifici, actualment enderrocat, del municipi de Llagostera (Gironès) inclòs a l'Inventari del Patrimoni Arquitectònic de Catalunya. Era un edifici de planta rectangular, amb parets portants de pedra morterada i coberta a dos vessants. Del conjunt destaquem una singular balustrada de pedra de granit situada a la terrassa de la façana sud. Era un dels edificis més antics que es conservaven al Barri Vell. Segons una inscripció de la porta principal hauria estat l'edifici del Domer Pontius Galceran. També havia estat presó durant la Inquisició. Per les seves característiques i ubicació darrerament havia estat declarat monument històric local. S'enderrocà i s'hi construí un altre habitatge durant la primera dècada del segle XXI.